# Бервіха
Бервіха (пол. Bierwicha) — село в Польщі, у гміні Сідра Сокульського повіту Підляського воєводства.
Населення — 93 особи (2011).
У 1975-1998 роках село належало до Білостоцького воєводства.

## Демографія
Демографічна структура станом на 31 березня 2011 року:
|          | Загалом | Допрацездатний вік | Працездатний вік | Постпрацездатний вік |
| -------- | ------- | ------------------ | ---------------- | -------------------- |
| Чоловіки | 51      | 9                  | 32               | 10                   |
| Жінки    | 42      | 3                  | 23               | 16                   |
| Разом    | 93      | 12                 | 55               | 26                   |